# Вечная Волга
«Ве́чная Во́лга» — роман-трилогия Николая Сорокина, опубликован в 2008 году.

## Сюжет
Роман-трилогия «Вечная Волга», посвящён вековой (1908—2008 гг.) истории волжан:
- Том 1: «Насилие» — период коллективизации,
- Том 2: «Гладиаторы Сталина» — Великая Отечественная война,
- Том 3: «Нищая свобода» — постсоветская Россия[2].

Николай Сорокин: 
Идея моего романа: жизнь коротка, а Волга вечна.
«Люди суетятся, враждуют, сокращая себе жизнь, а надо учиться у Волги, она, не враждуя, спокойно делает своё дело»,
 — говорит Н. Сорокин.

### Критика
«50 лет вынашивал роман, а написал и издал его за пять лет», — делится автор.
- «Популярная трилогия Н.Сорокина способствует взаимопроникновению и обогащению культур народов многонационального Татарстана»[6].депутат Госсовета Татарстана, директор Дома дружбы Ирек Шарипов.
- «Вечная Волга» — это татарстанский «Тихий Дон», автор — наш Шолохов, — заверяет депутат Госдумы, профессор Фатих Сибагатуллин[7].
- Чувашская легенда о трёх солнцах[8].
- «Вечная Волга» — история культуры чувашского народа, это чувашский «Архипелаг ГУЛАГ» — Народный поэт Чувашии Валерий Тургай[9].
- «„Вечная Волга“ — это эпос о волжанах», — считает Александр Воржецов, доктор философии, профессор КНИТУ[10].
- «Волга заговорила по-чувашски». Презентация чувашской версии «Вечной Волги» в Чебоксарах[11].

## Публикации
- Вечная Волга. Роман-трилогия. Чебоксары. Новое время. 2006—2008, 2009 гг.(1 тыс. экз.)
- Вечная Волга. Роман-трилогия. Казань. Идел-пресс. 2013 г. (500 экз.)
- Аттесем Атал (Волга Батюшка). Чувашская версия романа-трилогии «Вечная Волга». 2016 г.(Тираж 1 тыс. экз.)
- Пьеса «Любить так любить по-волжски»:
  - По роману «Вечная Волга», декабрь 2004 г.:
    - По первому тому романа:
      - Волга-пьеса.
      - Волга-пьеса-2.
      - Волга-пьеса-3.
      - Волга-пьеса-4.

    - Сказки из романа «Вечная Волга»:
      - Как бодалась Кама с Волгой (Том 2. Сказка−1).
      - Неразделённая любовь (Том 2. Сказка-2).
      - Гора Зилант (Том 2. Сказка-3).

- Любовь и гордыня (Том 3. Сказка-4).
- Озеро Пинерпи (Том 2. Сказка-5).
- Сказ о царе Борисе и Змие (Том 3. Сказка-6).

## Награды
- 2021 год — За роман-трилогию «Вечная Волга» Николай Сорокин был награждён Всечувашской национальной премией имени И. Я. Яковлева[12].